# Jacobus Hendricus Cornelis van Reenen
Jacobus Hendricus Cornelis van Reenen van Hekelingen (Utrecht, Loosdrecht, 14 juli 1850 - Gelderland, Velp, 26 april 1923) was een Nederlands bestuurder en pand- en grondeigenaar, maar vooral muziekliefhebber.
Hij werd geboren binnen het gezin van Joannes Willem van Reenen, grondeigenaar en lid van de Provinciale Staten van Utrecht en Catharina Geertruy van Appel. Hijzelf huwde in 1874 de dan in Wageningen wonende doktersdochter Johanna Wilhelmina Alpherts en het stel ging wonen op landgoed Irenion. De familie was enige tijd in het bezit van een glasharmonica.
Hij was samen met Rudolph Ketjen en Johan Julius Sigismund Sloet een van de financiers die de Arnhemse Orkest Vereeniging op de been hield. Het orkest moest in haar beginjaren diverse keren een beroep doen op externe geldschieters. Dezelfde heren vormden (met anderen) in 1891 een commissie om het oude failliete AOV een doorstart te kunnen laten maken. Dit gebeurde opnieuw in 1893 en 1894. Later zat hij ook in het bestuur van genoemd orkest, dat in 1899 bijna financieel uit de zorgen was, maar dan door het inleveren van salaris van de musici. Hij organiseerde in 1900 zelf een concert in het Heerenlogement van Velp om geld bijeen te brengen voor noodlijdende diamantbewerkers te Amsterdam. In 1902 volgde eenzelfde benefietconcert voor noodlijdende mensen in Nederlands-Indië.
Hij kocht in 1874 het terrein de Arnhemsche Straatweg 44 (heden nummering 358) te Velp, waarop in 1875 buitenplaats Irenion is verrezen. Hij zou zowel eerste als laatste bewoner van het pand zijn. Zijn zoon met dezelfde naam (1882-1971) vertrok namelijk naar de provincie Utrecht (Lexmond) en zette het terrein te koop. Eind 1925 werd een sloopvergunning verleend. Er verrees een nieuwe villa "Berg en Heide", eigenaren waren Johannes François Versteeven en Berber Johanna Petronella Marie van Reenen, dochter van bovenstaande. Dat gebouw werd na het overlijden van mevrouw Van Reenen in de jaren zeventig afgebroken.